# Borșcivți, Moghilău
Borșcivți (în ucraineană Борщівці) este un sat în așezarea urbană Vendiceni din raionul Moghilău, regiunea Vinnița, Ucraina.

## Demografie
Componența lingvistică a localității Borșcivți
     Ucraineană (99,8%)
     Alte limbi (0,2%)
Conform recensământului din 2001, majoritatea populației localității Borșcivți era vorbitoare de ucraineană (99,8%), existând în minoritate și vorbitori de alte limbi.